# 日梅里涅
47°43′18″N 34°54′16″E / 47.72167°N 34.90444°E
日梅里涅（烏克蘭語：Жмерине），是烏克蘭中部的村莊，隸屬第聶伯羅彼得羅夫斯克州的尼科波爾區。該村距離格魯舍韋和維沃多韋1.5公里，海拔高度95米，2001年人口48。